# Честа

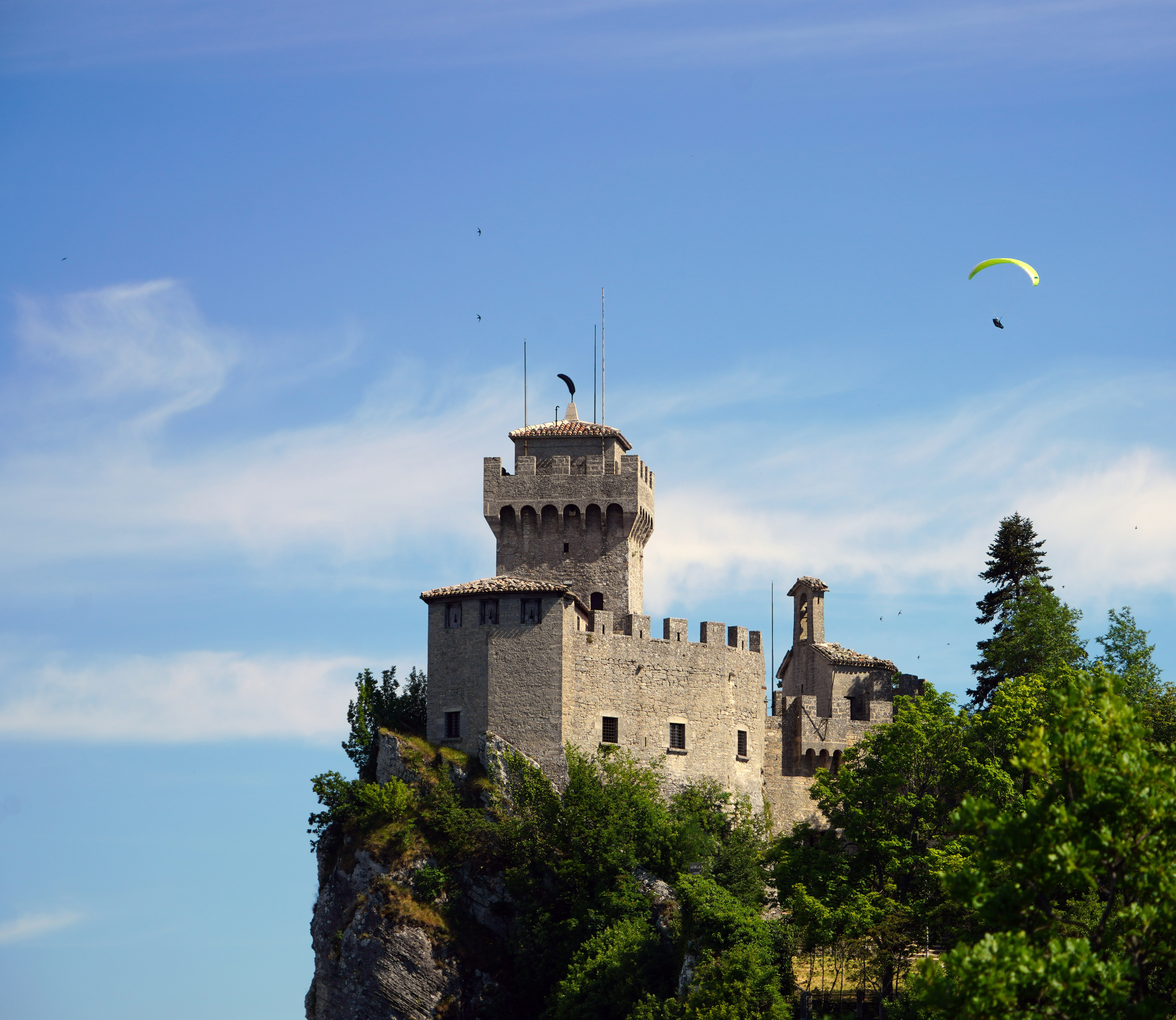
Вхід до вежі

Ла Честа або Фратта або Секонда-Торре (італ. La Cesta, Fratta, Seconda Torre) — одна з трьох веж Сан-Марино, розташована на вершині Монте-Титано (755 м).
В перекладі з італійської означає Друга вежа. Вперше згадується в документах 1253 року. 1320 року вежа увійшла в комплекс другої оборонної стіни міста. В 16 столітті були побудовані сучасні ворота у вежу, перебудовані 1596.
Незважаючи на багаторазові перебудови, вежа загалом зберігає свій первинний середньовічний вигляд. 1924 року її було відреставровано.

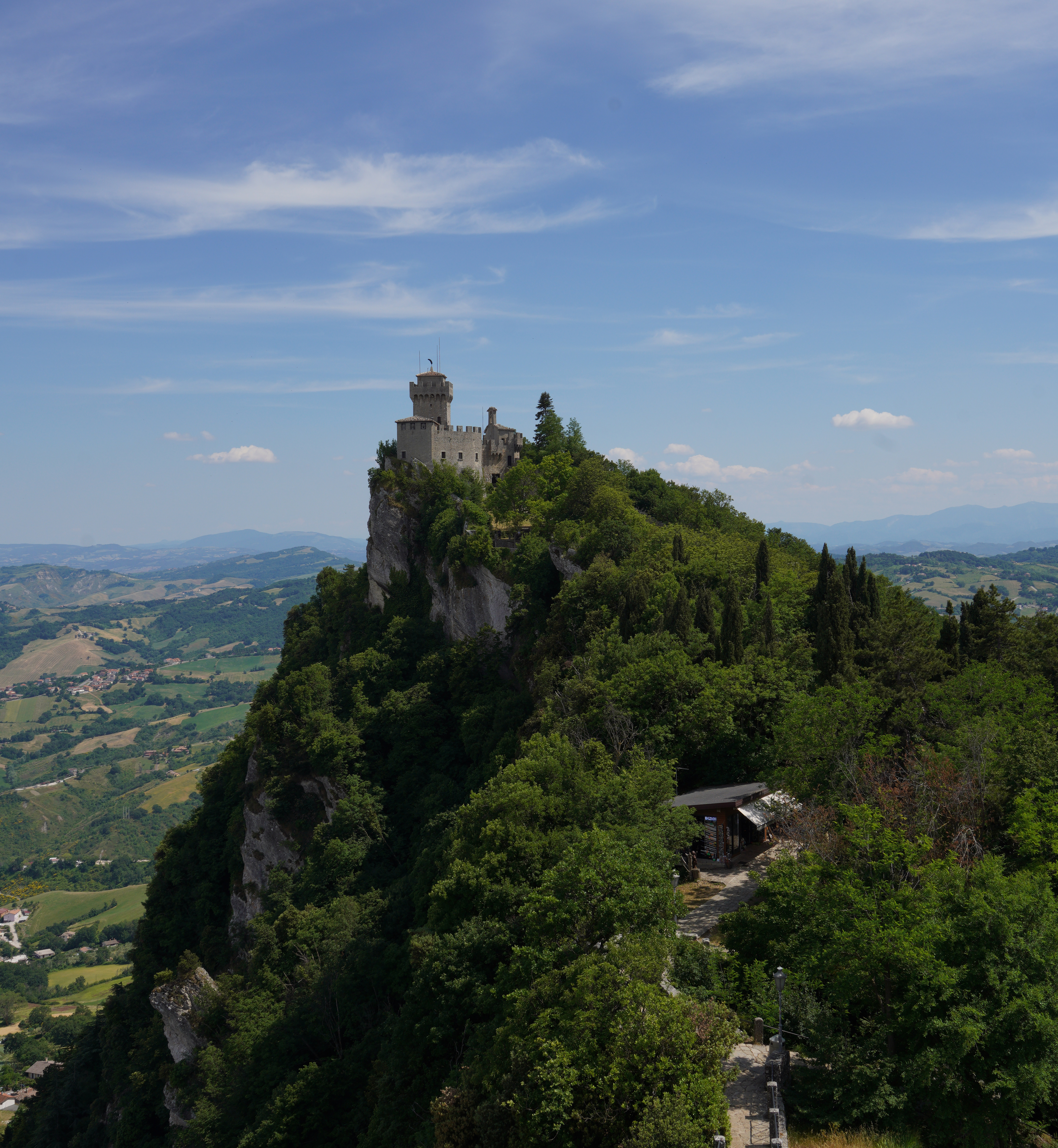
Загальний вигляд вежі

З 1956 у вежі розташований Музей старовинної зброї, який має у своїй експозиції близько 700 зразків обладунків, холодної і вогнепальної зброї різного часу.
Також як і вежі Гуаїта і Монтале зображена на гербі і прапорі Сан-Марино.